# Famille Rabiny
La famille Rabiny est une famille de facteurs d'orgues de la seconde moitié du XVIIIe siècle et de la première du XIXe siècle, allemands de naissance mais d'ascendance italienne, ayant majoritairement exercé leur art en France en étant installés en Alsace, en Lorraine, mais aussi à Toulouse.

## Ses membres

### Joseph Rabiny (Ottobeuren18 mars 1732-Rouffach16 mai 1813)
Héritier de la tradition Riepp (il est un des neveux de Charles-Joseph Riepp), il est aussi connu, en plus de son  œuvre personnelle, pour avoir ouvert la voie à la dynastie Callinet installée à Rouffach.
Au  début de sa carrière il adopte le statut de facteur itinérant, très courant à l'époque. Installé d'abord à Lyon, il y restaure l'orgue de l'abbaye St Pierre en 1761, puis celui de la Charité en 1763. Ensuite à partir de Langres, il construit en 1764 l'instrument des Prémontrés de Corneux. Il part ensuite s'associer avec son oncle Riepp à Dijon en 1765 et les chantiers s'enchaînent :
- 1772 travaux à Ervy-le-Châtel et construction à Saint-Georges de Vesoul dont subsiste le buffet  Classé MH[1]
- 1774 travaux à Brienon-sur-Armançon, à la cathédrale Saint-Étienne de Sens, pour les Bénédictines de Sens et de Nevers
- construction à l'abbaye de Schuttern en Pays de Bade en collaboration avec Charles-Joseph Riepp auquel il succède à la tête de l'atelier dijonnais après son décès le 5 mai 1775
- 1777 construction à N.D. du Port de Clermont-Ferrand
- 1779 construction à l'abbaye Saint-Géraud d'Aurillac 1779  Classé MH[2]
- 1785 construction à Notre-Dame de Guebwiller, seul reste le buffet  Classé MH[3]
- 1786 construction à Cernay (détruit durant la première guerre mondiale)
- 1787 construction à Sainte-Madeleine de Sainte-Marie-aux-Mines, réparé par Grégoire II en 1811, existe toujours mais transféré en 1851 par François Callinet à l'église Saint-Georges de Faucogney-et-la-Mer, buffet  Classé MH[4] et instrument   Classé MH[5]; construction à Zimmersheim, partie instrumentale intégralement reconstruite en 1880 par Jean-Frédéric II Verschneider dans le buffet de Rabiny
- 1790 construction à Saint-Laurent de Hirtzfelden, restent le buffet et deux jeux après la reconstruction de Martin Rinckenbach en 1879
- 1791 construction à Sainte Agathe de Niederentzen, reconstruction conservatrice (buffet  Classé MH[6] et ensemble de jeux du G.O.   Classé MH[7]) par Joseph et Claude-Ignace Callinet en 1841, restauré avec retour à l'état Rabiny-Callinet par Richard Dott en 2012
- 1808 construction à Saint-Georges de Sentheim[8], disparu.

Ayant découvert l'Alsace lors de la construction de l'orgue de la toute nouvelle église Notre-Dame de Guebwiller et espérant y travailler plus régulièrement, il quitte Dijon en 1787, laissant l'atelier sous la responsabilité de son contremaître François Callinet, pour s'installer à Rouffach qui deviendra ainsi la terre d'adoption de toute la famille Callinet. En effet, pour faire face à la demande croissante en Alsace, François Callinet ferme l'atelier de Dijon pour aller, en 1798, rejoindre à Rouffach celui qui, entretemps, est devenu son beau-père. Ils travaillent ensemble jusqu'en 1810 dans ce qui était une des toutes premières manufactures d'orgues françaises.

### Grégoire Rabiny (Augsbourg4 août 1740- Toulouse27 janvier 1821)
Demi-frère de Joseph, il travaille d'abord avec lui à Lyon et Dijon avant de poursuivre sa carrière dans le Sud-Ouest de la France après 1766. Installé à Toulouse en 1770, il transfère à la Cathédrale Saint-Antonin de Pamiers l'orgue de N.D.de la Daurade de Toulouse en 1777. Il construit en 1781 l'orgue de la collégiale Saint-Félix de Saint-Félix-Lauragais, entièrement de neuf, bien conservé et classé MH, avec Honoré Grinda comme apprenti, à qui on doit très probablement la corniche relevée en casquette couronnant la tourelle centrale du positif dorsal, caractéristique des buffets des Isnard. Il construit en 1786 le nouvel orgue de la basilique N.D. de la Daurade (remplacé en 1863 par Poirier & Lieberknecht), et en 1787 répare et agrandit l'instrument de la cathédrale Saint-Étienne de Toulouse. En 1790 il restaure l'orgue de la cathédrale Notre-Dame-de-la-Sède de Tarbes.

### Grégoire II Rabiny (Gray8 mai 1766-Metz17 mars 1837)
Fils de Joseph, il travaille notamment en Lorraine : installé d'abord à Épinal jusqu'en 1812, puis, associé à Jean Widor (le grand-père de l'organiste Charles-Marie), après un passage par Colmar, à Metz en 1818. Il ne reste de lui qu'un buffet, vide, conservé dans le chœur de l'église de Richwiller.